# 刺叶耳蕨
刺叶耳蕨（学名：Polystichum acanthophyllum），又名针叶耳蕨，为鳞毛蕨科耳蕨属下的一个种。分佈在喜瑪拉雅山東部及鄰近地區，台灣產於海拔3,000米以上的高山地區，較為稀有。

## 特徵
莖短，斜上生長，密披鱗片，亮褐色葉柄長4至8cm，密生。葉片披針形，長8至20cm，寬1.5至2.5cm，二回羽狀分裂，硬革質。羽片三角形，長1.5至2.5cm，寬1至1.5cm，基部深裂幾乎達羽軸，羽片及裂片邊緣有尖硬芒刺，孢膜圓盾形，位於羽軸或裂片中脈之兩側。

## 習性
岩生或地生，生長在高山略為遮蔽的岩石環境。

## 扩展阅读
- 維基物種上的相關：针叶耳蕨